# Asma al-Assad
Asma al-Assad (àrab: أسماء الأسد, Asmāʾ al-Asad), nascuda l'11 d'agost de 1975 com Asma Fawaz al-Akhras (àrab: أسماء فواز الأخرس, Asmāʾ Fawāz al-Aẖras) a Londres, va ser la primera dama de Síria entre 2000 i 2024. Filla d'una família que havia emigrat des de Homs, Síria, es va casar amb el president Bashar al-Assad el desembre de 2000.
És la filla del cardiòleg Fawaz Akhras i de la diplomàtica, ja retirada, Sahar Otri al-Akhras. Es va criar a Acton, on va anar a una escola anglicana i va acabar els estudis escolars al Queen's College de Londres. Va cursar l'educació superior al King's College i es va llicenciar en informàtica (1996) i diplomar en literatura francesa.
Un cop acabats els estudis, va començar a treballar al Grup Deutsche Bank, en la divisió de gestió de fons amb clients d'Europa i l'Extrem Orient. El 1998 es va incorporar a la divisió de banca d'inversió de J. P. Morgan, on es va especialitzar en fusions i adquisicions d'empreses farmacèutiques i biotecnològiques. La principal seu de la seva activitat era a Nova York.
Asma es traslladà a Síria el novembre del 2000, on es casà (el desembre) amb Baixar al-Àssad. Tenen tres fills: Hafez, Zein i Karim.
Després de la caiguda del règim alauita sirià el 8 de desembre de 2024, es va exiliar a Moscou amb la seva família. Poc després es va anunciar que havia empitjorat la leucèmia que se li havia diagnosticat el mes de maig anterior.